# 天津特别市物质建设方案

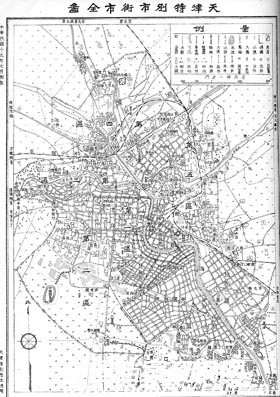
方案中规划的天津特别市分区图

天津特别市物质建设方案，即“梁张方案”或“张梁方案”，是1930年梁思成和张锐合作设计关于天津市的城市规划方案，是天津市近代城市规划史上第一部详细、全面的总体规划方案，也是中国首次通过竞赛征集并由中国建筑、规划师设计的城市规划方案。尽管方案内容受当时社会限制具有一定的空想性，未能付诸实践，但却反映了当时中国城市规划理论发展的水平与方向，并对此后天津城市规划和建设起到了一定的影响。

## 考证
据黄振翔考证，张锐是《天津特别市物质建设方案》的主笔，梁思成的参与限于城市设计和公共建筑物形式。宾大根本不教城市规划。此方案最具特征的公共财务、市政管理、天津市县合并和城市税收等等，都是建筑以外。相反，张锐正式接受这市政专业的训练。他在1926年已发表专書：《中国历代都市行政之大势》和《市制新论》（梁启超校阅）。1925年张在《清华学报》撰“田园新市与我国市政”。同年，他在《东方杂志》发表“城市设计”一文（翌年在刊于《道路月刊》）。所以这实在是“张梁方案”。

## 背景

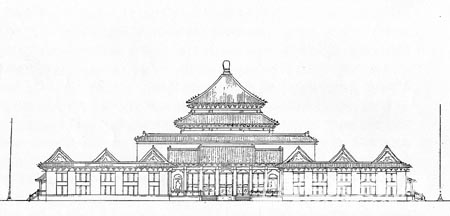
方案中的天津市行政中心建筑立面图

1930年天津特别市政府在当时中华民国首都南京市制定《首都计划》的影响下，登报征选《天津特别市物质建设方案》。时年29岁的梁思成与当时从事天津市政建设的张锐，合作编写的“梁张方案”成为最佳方案。这份方案也是首次通过竞赛，由中国建筑、规划师设计的城市规划方案。
但审核团无判第一名给任何参选方案，张梁的案是排名最高，只共得400元，不是第一名的一千元。理由是“各卷均过空泛，不合实用”，见（中華民國十九年八月十九日）訓令：天津特別市政府訓令：令財政局：訓令財政局爲令將徵求新天津市物質建設方案費款呈解來府文。

## 内容概述
《天津特别市物质建设方案》除序言外共分25章，包括天津物质建设的基础、区域范围、道路系统规划、道旁树木种植、路灯与电线、下水与垃圾、六角形街道分段制、海河两岸、公共建筑物、公园系统、航空场站、自来水、电车电灯、分区问题、公共汽车路线、分区问题、本市分区条例草案和结论等。其中，第一章为“大天津物质建设的基础”，是梁思成与张锐认为天津必备的物质基础：
|  | 一、鼓励生产，培植工商业，促进本市繁荣； 二、提倡市政公民教育，培养开明的市民，以树地方自治之基； 三、改善现有组织，以得经济的与能率的行政； 四、采用新式吏治法规，实行尚贤与能的原则； 五、推行新式预算，划一市政府会计簿记制度，使财政得以真正公开； 六、唤起民众打倒帝国主义，一致努力誓归租界。 |

在第二十五章结论中，梁思成和张锐认为“天津因其特殊的位置，以往的历史，可独自树立，不必依附北平政治上的关系以作其盛衰的标准。”

## 扩展阅读
- 梁思成，张锐. . 天津: 北洋美术印刷所. 1930年9月.